# Пиркы-Тоткикэ
Пиркы-Тоткикэ (устар. Пырга-Тэт-Кикя) — река в России, протекает по территории Ямало-Ненецкого автономного округа. Устье реки находится в 90 км по левому берегу реки Кыпа-Кыталькы. Длина реки составляет 17 км.

## Данные водного реестра
По данным государственного водного реестра России относится к Нижнеобскому бассейновому округу, водохозяйственный участок реки — Таз. Речной бассейн реки — Таз.
Код объекта в государственном водном реестре — 15050000112115300066076.